# Survivor Series: WarGames (2025)
Survivor Series: WarGames (2025), também promovido como Survivor Series: WarGames San Diego, será um evento de luta livre profissional produzido pela WWE. Será o 39º Survivor Series anual e ocorrerá no sábado, em 29 de novembro de 2025, no Petco Park, em San Diego, Califórnia. O evento será transmitido via pay-per-view (PPV) e transmissão ao vivo, marcando o primeiro Survivor Series a ser transmitido pela Netflix, e contará com lutadores das divisões Raw e SmackDown.
Este será o primeiro Survivor Series a acontecer dentro de um estádio e o segundo evento a ser realizado no estado da Califórnia, após o evento de 2018.

## Produção

### Introdução

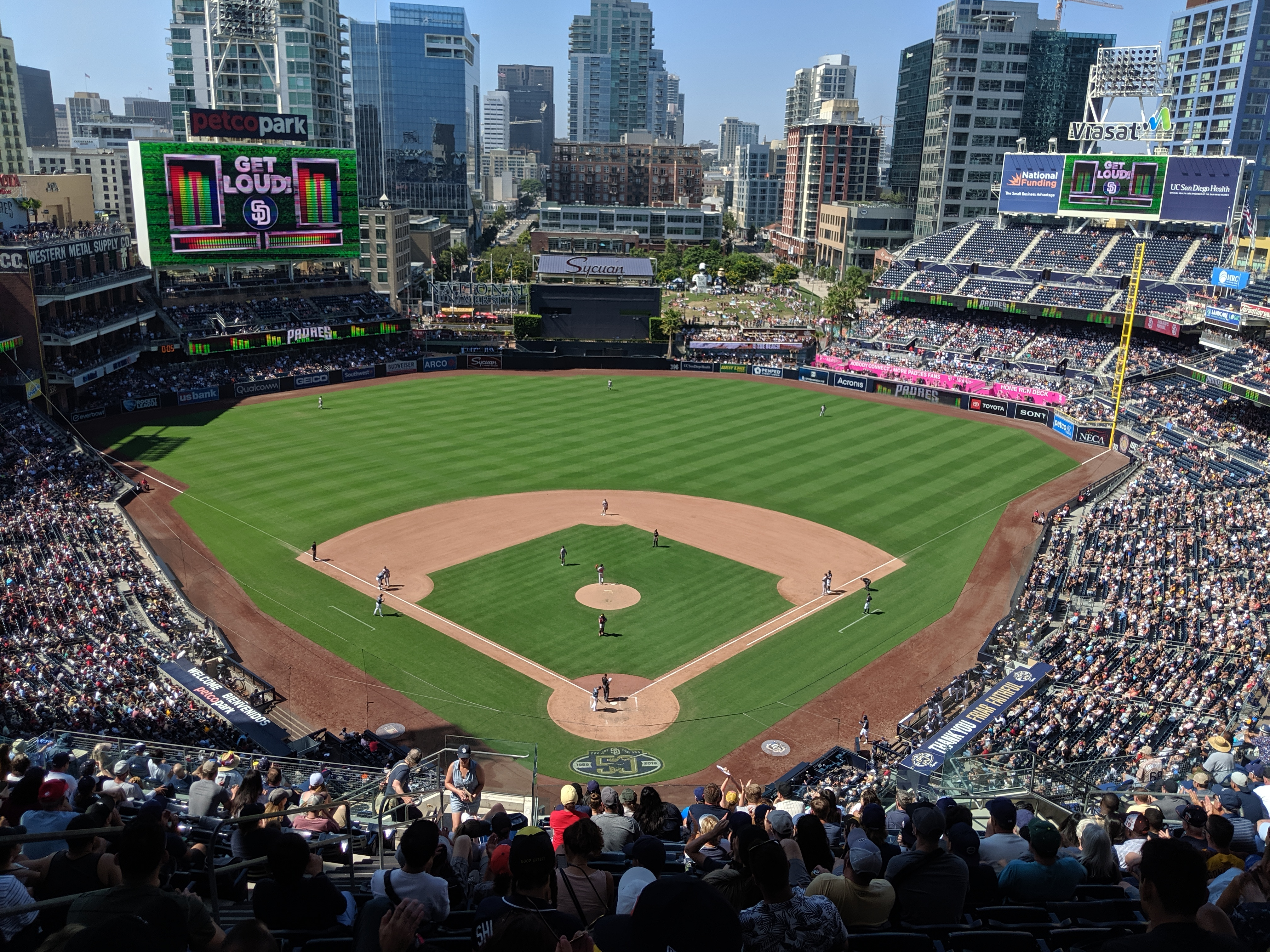
O evento será realizado no Petco Park, em San Diego, Califórnia.

Survivor Series é um evento de luta profissional anual produzido todo mês de novembro pela WWE desde 1987. O segundo mais antigo evento pay-per-view (PPV) da história (atrás da WrestleMania da WWE), é um dos cinco maiores eventos da promoção do ano, junto com WrestleMania, SummerSlam, Royal Rumble  e Money in the Bank, referidos como os "Big Five". O evento era anteriormente caracterizado por ter a tradicional luta Survivor Series, que é uma luta de eliminação, normalmente envolvendo quatro ou cinco lutadores uns contra os outros. Em 2022, o evento foi rebatizado como "Survivor Series: WarGames" e em vez de lutas Survivor Series, o evento anual passou a ser baseado na luta WarGames, uma espécie de combate em jaulas de aço, onde as equipes se enfrentam em uma jaula sem teto que envolve dois ringues colocados lado a lado. A marca de desenvolvimento da WWE, NXT, realizou anteriormente eventos anuais sobre esta temática de 2017 a 2021, antes da luta se tornar parte do Survivor Series.
Anunciado em 21 de abril de 2025, o evento de 2025 será a 39ª edição da Survivor Series e ocorrerá no dia 29 de novembro de 2025, no Petco Park, em San Diego, Califórnia. Será o primeiro evento do Survivor Series a ser realizado em um local ao ar livre e o primeiro a acontecer em um estádio. Além de ser transmitido no formato tradicional de PPV mundialmente e via livestreaming no Peacock nos Estados Unidos, este será o primeiro Survivor Series a ser transmitido ao vivo pela Netflix nos mercados internacionais, após a fusão da WWE Network com o serviço em janeiro.

### Histórias
O card incluirá lutas resultantes de histórias roteirizadas. Os resultados são predeterminados pelos escritores da WWE nas marcas Raw e SmackDown, enquanto as histórias serão produzidas nos programas semanais de televisão da WWE, Monday Night Raw e Friday Night SmackDown.